# Colleen Townsend
Colleen Townsend, Mrs. Louis Evans (nacida el 21 de diciembre de 1928) es una actriz, escritora y humanitaria estadounidense.

## Primeros años
Townsend nació en Glendale, California. Estudió en la Brigham Young University, que abandonó en su segundo año para dedicarse al cine.

## Vida y carrera
Townsend comenzó su carrera cinematográfica en 1944, con papeles secundarios en varias películas. En 1946 ya aparecía en las portadas de las revistas y en 1947 firmó un contrato con 20th Century Fox. En 1948 fue objeto de un artículo de portada en la revista Life, en el que se analizaba el modo en que los grandes estudios preparaban y fabricaban a sus estrellas, utilizando la historia de Townsend como ejemplo. El estudio creó para ella un calendario fotográfico para "poner [su] rostro en todos los hogares, oficinas y cuarteles de Estados Unidos durante todo el año". Hedda Hopper fue citada diciendo que Townsend "iba a llegar lejos".
Tuvo un papel destacado en la película The Walls of Jericho (1948), y fue la tercera detrás de Dan Dailey y Celeste Holm en Chicken Every Sunday (1949). Su mayor éxito fue en la película de 1950 When Willie Comes Marching Home, en la que formó pareja con Dan Dailey. Again Pioneers (1950), que ella misma escribió, le proporcionó su primer papel protagonista.
Creció en la Iglesia de Jesucristo de los Santos de los Últimos Días, y en 1948, se afilió a la Hollywood Presbyterian Church. En 1950, Townsend abandonó su carrera como actriz y se casó con su viejo amigo Louis H. Evans, Jr., que por aquel entonces estudiaba en el San Francisco Theologic Seminary. El reverendo Louis H. Evans, Jr. fue el pastor fundador de la Bel Air Presbyterian Church, que comenzó en casa de los Evans. Bel Air Presbyterian Church es hoy la mayor congregación presbiteriana de la zona de Los Ángeles.
Más tarde, la pareja conoció a Billy y Ruth Graham y entabló amistad con ellos. Townsend, ahora con el nombre de Colleen Evans, regresó brevemente al cine, protagonizando dos películas producidas por la Billy Graham Evangelistic Association: Oiltown, U.S.A. (1950) y Souls in Conflict (1955).

## Posterior a la actuación
Colleen y Louis Evans se trasladaron a Washington D. C., donde él sirvió en la National Presbyterian Church. A partir de entonces se dedicó a la labor humanitaria, concretamente en relación con la discriminación racial o religiosa, los derechos humanos y el papel de la mujer en la sociedad. Se asoció con su marido en el ministerio y formó parte del consejo de World Vision. Fue la primera mujer presidenta de la Billy Graham Crusade en 1986.
Como Colleen Townsend Evans, escribió varios libros.[cita requerida]

## Familia
Colleen y Louis tuvieron cuatro hijos. Tiene nueve nietos y seis bisnietos. Colleen y Louis Evans se retiraron a Bass Lake, California. Louis Evans murió en 2008 de ELA. Colleen Townsend Evans reside en Naples, Florida.

## Filmografía
| Año  | Título                          | Papel                  |
| ---- | ------------------------------- | ---------------------- |
| 1944 | Janie                           | Hortense Bennett       |
| 1944 | The Very Thought of You         | Novia joven            |
| 1944 | Hollywood Canteen               | Azafata junior         |
| 1945 | Pillow to Post                  | hija de WAC            |
| 1945 | Sing Your Way Home              | Chica                  |
| 1948 | Scudda Hoo! Scudda Hay!         | Chica saliendo de misa |
| 1948 | The Walls of Jericho            | Marjorie Ransome       |
| 1949 | Chicken Every Sunday            | Rosemary Hefferan      |
| 1950 | When Willie Comes Marching Home | Marjorie Fettles       |
| 1950 | Again Pioneers                  | Sallie Keeler          |
| 1952 | The Great Discovery             | Connie                 |
| 1953 | Oiltown, U.S.A.                 | Christine Manning      |